# Hostěrádky-Rešov
Hostěrádky-Rešov (en allemand : Hostieradek-Reschow) est une commune du district de Vyškov, dans la région de Moravie-du-Sud, en République tchèque. Sa population s'élevait à 858 habitants en 2020.

## Géographie
Hostěrádky-Rešov se trouve à 16 km au sud-est du centre de Brno, à 24 km au sud-ouest de Vyškov et à 201 km au sud-est de Prague.
La commune est limitée par Prace au nord, par Zbýšov au nord-est, par Šaratice à l'est, par Újezd u Brna au sud et au sud-ouest, et par Sokolnice à l'ouest.

## Histoire
La première mention écrite de la localité date de 1270.